# Vastgoedeconomie
Vastgoedeconomie is de wetenschap die zich bezighoudt met de (markt-)economische en juridische werking van het vastgoed.
Inzicht in de verschillende rollen van de Overheid (gemeente, provincie en rijk) en de marktpartijen (bouwers, projectontwikkelaars en financiers) alsmede het instrumentarium van de partijen staat voorop.
Een ontwikkelingsgerichte aanpak (zoals in de Nota Ruimte uit 2005 door het rijk voorgestaan) voor grotere gebieden is het streven. Hierbij  wordt externe samenwerking én financiering met marktpartijen via publiek-private samenwerking (PPS), door de overheid gewenst.
Dit vindt zijn resultaat in de business-case, waarin het plangebied, de aard van de bebouwing, realistische kosten/investeringen, prijsstijgingen, renten, opbrengsten, looptijd en risico's weergeven zijn. Naar aanleiding hiervan neemt men een besluit om dit plan al dan niet te gaan uitvoeren.